# 小島梨揮
小島 梨揮（こじま りき、1986年5月29日 - ）は、株式会社ウィルゲート代表取締役社長。岡山県岡山市出身。2006年、慶應義塾大学経済学部在学中にウィルゲート創業。

## 来歴
1986年、岡山県岡山市に生まれ、岡山大学附属幼稚園、小学校、中学校に通った。株式会社ウィルゲートを共同で創業した吉岡諒と出会ったのは小学校1年生の時。中学校卒業後、上京して2002年慶應義塾高等学校に進学。在学中に海外アパレル商品を仕入れ、ECサイトの運営を始めた。2005年高校卒業後、慶應義塾大学に進学し、同大学に入学した吉岡諒と起業を志す。2006年6月に株式会社ウィルゲートを設立。設立後まもなく、個人投資家から1億円の出資と融資を受け拡大を目指すが、2008年に倒産の危機を迎えた。個人で1億円の借金を背負い厳しい時期を過ごしたが、吉岡と共に同社を再起させ、その後急成長させた。

## 関連著書
- 『ウィルゲート〜逆境から生まれたチーム〜』小島梨揮（2012年4月5日発売・ダイヤモンド社）
- 『The First Company2014―未来を切りひらく業界の先駆者たち』ダイヤモンド経営者倶楽部（2013年10月31日発売・ダイヤモンド社）